# Andrei Kuznetsov
Andrei Borisovich Kuznetsov (tiếng Nga: Андрей Борисович Кузнецов; sinh ngày 9 tháng 1 năm 1988) là một cầu thủ bóng đá người Nga. Anh thi đấu cho FC Tyumen.

## Sự nghiệp câu lạc bộ
Anh ra mắt chuyên nghiệp tại Russian First Division năm 2008 cho FC Zvezda Irkutsk. Anh thi đấu one game tại Cúp UEFA 2007–08 cho F.K. Lokomotiv Moskva vào ngày 5 tháng 12 năm 2007 against Panathinaikos FC.